# Voivodati della Polonia per indice di sviluppo umano
     > 0.870
     0.860 – 0.870
     0.850 – 0.860
     0.840 – 0.850
     < 0.840

Voivodati della Polonia per indice di sviluppo umano 2017.
> 0.870
0.860 – 0.870
0.850 – 0.860
0.840 – 0.850
< 0.840

Questa è una lista dei voivodati della Polonia per indice di sviluppo umano 2018 e Stati comparabili con indice simile.
| 1  | Voivodato della Masovia               | 0.919 | Belgio                              |
| 2  | Voivodato della Piccola Polonia       | 0.886 | Malta                               |
| 3  | Voivodato della Bassa Slesia          | 0.883 | Italia                              |
| 4  | Voivodato della Grande Polonia        | 0.879 | Estonia                             |
| 5  | Voivodato della Pomerania             | 0.875 | Cipro                               |
| –  | Polonia                               | 0.872 | Grecia                              |
| 6  | Voivodato della Slesia                | 0.866 | Emirati Arabi Uniti                 |
| 7  | Voivodato di Łódź                     | 0.860 | Andorra, Arabia Saudita, Slovacchia |
| 8  | Voivodato della Cuiavia-Pomerania     | 0.850 | Portogallo                          |
| 9  | Voivodato di Lublino                  | 0.849 | Qatar                               |
| 11 | Voivodato della Podlachia             | 0.847 | Cile                                |
| 11 | Voivodato di Opole                    | 0.847 | Cile                                |
| 13 | Voivodato della Pomerania Occidentale | 0.846 | Cile, Brunei, Ungheria              |
| 13 | Voivodato della Precarpazia           | 0.846 | Cile, Brunei, Ungheria              |
| 14 | Voivodato della Santacroce            | 0.842 | Brunei, Ungheria                    |
| 15 | Voivodato di Lubusz                   | 0.836 | Croazia                             |
| 16 | Voivodato della Varmia-Masuria        | 0.828 | Argentina                           |